# 1942 na arte

## Eventos
- 21 de janeiro - inauguração do Museu Antônio Parreiras em Niterói.
- Carnaval – A Portela conquista o bicampeonato no carnaval carioca

## Nascimentos
| Data          | Nome                 | Profissão                               | Nacionalidade | Observações | Ref |
| ------------- | -------------------- | --------------------------------------- | ------------- | ----------- | --- |
| 26 de janeiro | Luís Pinto-Coelho    | pintor                                  | Portugal      | m. 2001     |     |
| 24 de março   | Zéllo Visconti       | artista plástico                        | Brasil        |             |     |
| 10 de outubro | Wojtek Siudmak       | pintor                                  | Polónia       |             |     |
| 20 de Outubro | Carlos Bratke        | arquiteto                               | Brasil        |             |     |
| ?             | Luiz Paulo Baravelli | desenhista, pintor, gravador e escultor | Brasil        |             |     |
| ?             | João Machado         | designer e escultor                     | Portugal      |             |     |

## Mortes
| Data            | Nome                     | Profissão                                 | Nacionalidade   | Observações | Ref |
| --------------- | ------------------------ | ----------------------------------------- | --------------- | ----------- | --- |
| 19 de fevereiro | Kārlis Zāle              | pintor                                    | União Soviética | n. 1888     |     |
| 12 de abril     | Dominguez Alvarez        | pintor                                    | Portugal        | n. 1906     |     |
| 21 de junho     | António Teixeira Lopes   | escultor                                  | Portugal        | n. 1866     |     |
| 19 de julho     | Pedro Alexandrino Borges | pintor, desenhista, decorador e professor | Brasil          | n. 1856     |     |
| 29 de julho     | Wojciech Kossak          | pintor                                    | Polónia         | n. 1857     |     |
| 23 de agosto    | Jorge Colaço             | pintor                                    | Portugal        | n. 1868     |     |
| 19 de novembro  | Bruno Schulz             | pintor                                    | União Soviética | n. 1892     |     |

## Prémios
- Prémio Valmor e Municipal de Arquitectura 1942 - António Maria Veloso dos Reis Camelo[1].